# Serpusia lemarineli
Serpusia lemarineli är en insektsart som först beskrevs av Bolívar, I. 1911.  Serpusia lemarineli ingår i släktet Serpusia och familjen gräshoppor. Inga underarter finns listade i Catalogue of Life.